# فاضل الجلبي
فاضل جعفر الجلبي (مواليد 1929) هو اقتصادي عراقي، شغل منصب الامين العام بالوكالة لمنظمة أوبك من 1983 إلى 1988.

## حياته
ولد عام 1929 في مدينة الكاظمية، انتسب إلى كلية الحقوق في جامعة بغداد عام 1947 وتخرج في عام 1951 قبل حصوله على درجة الدكتوراه في الاقتصاد النفطي من جامعة باريس. عين مديرا للشؤون النفطية في وزارة النفط العراقية عام 1968 وعين في عام 1973 وكيلا لوزير النفط الاسبق تايه عبد الكريم. وكان الأمين العام المساعد لمنظمة الدول العربية المصدرة للنفط في الفترة من 1976 إلى 1978. شغل منصب نائب الأمين العام لمنظمة الأوبك في الفترة من 1978 إلى 1988 ومنصب الأمين العام بالوكالة من 1983 إلى 1988.
عمل كمدير تنفيذي لمركز دراسات الطاقة العالمية، وهي مؤسسة فكرية مقرها لندن أسسها ويرأسها أحمد زكي يماني. تقاعد عام 2011.

## انظر ايضا
- هيثم الغيص